# Orion (mitologija)
Orion (starogrško: Ὠρίων ali Ὠαρίων; Latinsko: Orion) je v grški mitologiji eden izmed največjih junakov. Bil je orjak in je slovel po svojih lovskih spretnostih. Kako je prišel na zvezdno nebo, kroži več zgodb - Zevs (ali morda Artemida) ga je postavil na nebo kot ozvezdje Oriona.
Stari viri razkrivajo o Orionovem življenju različne zgodbe. Obstajate dve glavni verziji zgodb o njegovem rojstvu. Prav tako obstaja več zgodb o njegovi smrti. Ključni dogodki v Orionovem življenju vključujejo njegovo rojstvo v rojstvo v Beociji, obisk otoka Hios, kjer se je srečal z Merope in jo posilil, nato slepitev s strani njenega očeta, povrnitev vida na otoku Lemnos, lov z boginjo Artemido na Kreti, kjer se je končala njegova pot - bodisi zaradi Artemidine puščice ali s pikom škorpijona, ki je postal ozvezdje Škorpijon, in njegovo povzdignjenje med zvezde. Mnogi stari viri ne omenjajo vseh teh dogodkov, nekateri pa se osredotočajo le na eno zgodbo. Te zgodbe so morda sprva obstajale neodvisno druga od druge in ni povsem jasno, ali so razlike v pripovedih zaradi želje po krajšem pripovedovanju ali zaradi resničnih nesoglasij.
V grških mitih se Orion prvič pojavi kot veliki lovec v Homerjevi Odiseji, kjer ga Odisej sreča kot senco v podzemlju.  Kljub temu, da zbiratelji mitov iz helenističnega in rimskega obdobja osnovne elemente njegove zgodbe, ne obstaja celovito literarno delo, kot to velja za pripovedi o Jazonu v Apolonijevi Argonavtiki ali Evripidovi Medeji. Vendar pa drobci zgodb, ki so preživeli, še vedno služijo kot vir za raziskave in hipoteze o grški prazgodovini in mitih.
Orion je bil v starogrški kulturi zelo raznolik lik. Najbolj znana je njegova vloga lovca, čeprav o njem ni veliko podatkov. Prav tako je postal poosebitev istoimenskega ozvezdja. Eden od mitov pripoveduje, da je Orion odgovoren za oblikovanje Sicilskega preliva.